# Connecticut Open 2016
Il Connecticut Open 2016, conosciuto anche con il nome Connecticut Open presented by United Technologies per motivi di sponsorizzazione, è un torneo femminile di tennis giocato sul cemento. È stata la 49ª edizione del Connecticut Open, che fa parte della categoria Premier nell'ambito del WTA Tour 2016. Il torneo si gioca al Cullman-Heyman Tennis Center nel New Haven, Connecticut, USA, dal 21 al 27 di agosto. È l'ultimo torneo prima degli US Open 2016.

## Partecipanti WTA

### Teste di serie
| Nazione     | Giocatrice               | Ranking* | Testa di serie |
| ----------- | ------------------------ | -------- | -------------- |
| Polonia     | Agnieszka Radwańska      | 4        | 1              |
| Italia      | Roberta Vinci            | 8        | 2              |
| Stati Uniti | Madison Keys             | 9        | 3              |
| Russia      | Svetlana Kuznecova       | 10       | 4              |
| Regno Unito | Johanna Konta            | 13       | 5              |
| Rep. Ceca   | Petra Kvitová            | 14       | 6              |
| Svizzera    | Timea Bacsinszky         | 15       | 7              |
| Rep. Ceca   | Karolína Plíšková        | 17       | 8              |
| Russia      | Anastasija Pavljučenkova | 18       | 9              |
| Ucraina     | Elina Svitolina          | 19       | 10             |
| Rep. Ceca   | Barbora Strýcová         | 20       | 11             |

* Ranking del 15 agosto 2016.

### Altre partecipanti
Le seguenti giocatrici hanno ricevuto una wild card per il tabellone principale:
- Eugenie Bouchard
- Agnieszka Radwańska
- Shelby Rogers
- Caroline Wozniacki

Le seguenti giocatrici sono passate dalle qualificazioni:

- Annika Beck
- Louisa Chirico
- Nicole Gibbs
- Ana Konjuh
- Maria Sakkarī
- Anastasija Sevastova

Le seguenti giocatrici sono entrate in tabellone come lucky loser:
- Kayla Day
- Kirsten Flipkens
- Camila Giorgi
- Anett Kontaveit
- Johanna Larsson
- Evgenija Rodina

## Campioni

### Singolare femminile
Agnieszka Radwańska ha sconfitto in finale  Elina Svitolina con il punteggio di 6-1, 7–6(3).
- È il diciannovesimo titolo in carriera per Radwańska e secondo della stagione.

### Doppio femminile
Sania Mirza /  Monica Niculescu hanno sconfitto in finale  Kateryna Bondarenko /  Chuang Chia-jung con il punteggio di 7-5, 6-4.